# Voo TWA 800
O voo TWA 800 foi uma rota aérea regular e internacional entre Nova Iorque, EUA e Paris, França, operada pela extinta companhia aérea Trans World Airlines.
Na noite de 17 de julho de 1996, a aeronave que realizava esta rota se precipitou no Oceano Atlântico perto das Ilhas Moriches, na costa do Estado de Nova Iorque, doze minutos depois de descolar do Aeroporto Internacional John F. Kennedy, causando a morte de todos os seus 230 ocupantes.
O relatório final, divulgado quatro anos depois do acidente pela NTSB, concluiu que a causa provável do acidente foi uma explosão dentro de um dos tanques de combustível, apesar de ser escrito em 2000, algumas informações foram extraídas até o ano de 2008.

## Investigações

### Aeronave
A aeronave envolvida neste acidente era um modelo Boeing 747-131, prefixo N93119, n.º de série 20083.  Fabricada em julho de 1971, seu primeiro voo foi em 18 de agosto de 1971. Havia sido adquirida nova pela TWA e certificada para operação em 27 de outubro de 1971. De acordo com registros da TWA, estava com 93 303 horas de voo e era equipada com quatro motores Pratt & Whitney JT9D-7AH turbofan.
De acordo com a TWA, a aeronave tinha um peso de decolagem calculado de 590 441 lb (268 000 kg), sendo  176 600 lb (80 100 kg) de combustível. O peso máximo de decolagem especificado para este modelo é de 734 000 lb (333 000 kg). Estava portanto com cerca de 80% do peso máximo de decolagem. Os registros de despacho da TWA indicaram que havia 29 passageiros na primeira classe, 183 passageiros na classe econômica, além de 18 tripulantes a bordo do avião, totalizando 230 pessoas. Sendo a capacidade máxima da aeronave de 430 passageiros, sua ocupação era de aproximadamente 50%.

### Tripulação e passageiros
| Nacionalidade    | Nº  |
| ---------------- | --- |
| Francesa         | 36  |
| Italiana         | 9   |
| Costa-marfinense | 1   |
| Norueguesa       | 2   |
| Espanhola        | 1   |
| Sueca            | 1   |
| Norte-americana  | 171 |
| Não conhecida    | 9   |
| Total            | 230 |

A tripulação era composta por dois pilotos, dois engenheiros de voo e quatorze comissários de bordo, todos norte-americanos. As investigações não encontraram nenhuma anormalidade quanto à formação e regime de trabalho da tripulação.
Estavam na aeronave 212 passageiros de pelo menos sete nacionalidades diferentes, dentre elas francesa, italiana, costa-marfinense, norueguesa, espanhola, sueca e norte-americana. Nove passageiros não tiveram suas nacionalidades identificadas.

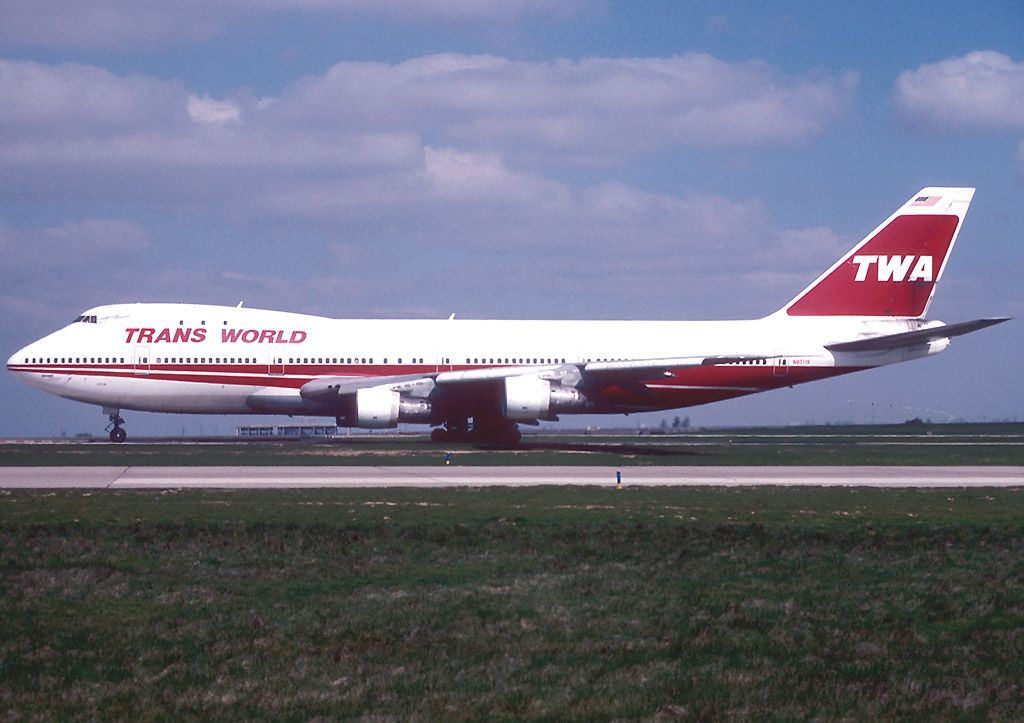
N93119, a aeronave envolvida no acidente, em maio de 1995.

### Causas
O relatório final, divulgado em agosto de 2000 pela National Transportation Safety Board, concluiu que a causa provável do acidente foi uma explosão dentro do tanque de combustível central da asa direita. Esta explosão foi provocada por uma centelha elétrica, cuja fonte não pôde ser determinada com certeza. O relatório concluiu que o mais provável é que tenha ocorrido um curto-circuito externo ao tanque, provocando uma tensão elétrica excessiva na fiação do circuito do sistema de indicação da quantidade de combustível. O tanque tem um limite padrão para altas temperaturas, porém, haviam os sistemas de ar condicionado perto dos tanques. Testes pós acidentes constataram que esses sistemas chegavam a 180ºC, fazendo com que parte do combustível evaporasse. E com o curto-circuito pela antiga fiação elétrica gerou a explosão rompendo a proteção do tanque, o estresse causado pela explosão criou rachaduras por toda a aeronave, isso acabou quebrando a fuselagem em dianteira (cabine de comando, segundo andar, classe executiva) e resto (econômica, asas, motores, empenagem), quando o 747 se quebrou, os motores ainda estavam em potência máxima, então o avião começou a subir, depois perdendo velocidade e mergulhando em direção ao Oceano Atlântico. Foi dito que nenhum passageiro morreu com o impacto, mas com o incêndio na aeronave e a falta de ar por conta da despressurização. Houve pedido para maior proteção dos tanques e um novo posicionamento dos aparelhos de ar-condicionado nos 747 da Boeing. O relatório concluiu também que o incidente foi provocado por falhas de segurança envolvendo o projeto obsoleto e idade da aeronave, bem como pelos seus padrões de certificação e manutenção ultrapassados.

### Entrevistas de testemunhas
Embora haja discrepâncias com os relatos de testemunhas, muitos haviam visto um raio de luz indo em direção a um ponto e surgindo uma bola de fogo no céu, afirmando que a bola de fogo se dividiu em duas partes antes de cair no mar, isso fez com que uma causa de um abate por mísseis fosse entrando na investigação criminal do FBI. Mais de 80 agentes fizeram entrevistas diariamente, mas não foram escritos registros literais das entrevistas, apenas um resumo de declaração da entrevista que era então mandada para o FBI. Aqui é possível ver uma declaração do FBI, os asteriscos (*) são as informações pessoais do entrevistado, que foram redigidas:

Na tarde do dia 17 de julho de 1996, ****** estava no ESQUADRÃO DE YACHT DE WESTHAMPTON em uma varanda externa coberta. Entre às 8:30 e 8:45 da tarde, ****** viu o que ela achava inicialmente ser uma luz de barco. Ela viu a luz quando ele já estava em um ponto médio no céu. Ela estava olhando para o sul com vista para a Baía de Moriches e a Estrada da Duna. Quando a ******* olhou para o sul, ela estimou que a luz estava à cerca de 11 horas distante. Ela não viu de onde a luz veio, mas achou que veio de algum lugar perto da baía. 
A luz continou subindo por mais ou menos 3 segundos, mas ****** tirou seus olhos  quando viu um barco na baía que ela achava ser o local de origem da luz. A luz era vermelho-alaranjada com um branco no meio, alongada no formato de um taco de beisebol, mas mais achatado. ****** não viu nenhuma fumaça  ou qualquer coisa seguindo a luz. A luz foi vista se movendo para longe dela, indo mais para o sul.
Quando a luz subiu, ela repentinamente se tornou em uma cor mais alaranjada, e ficou maior, mas não redondo em formato. ****** não ouviu nada naquele ponto. Lentamente, o corpo inteiro do fogo desceu e se tornou mais distorcido em forma. ****** descreveu a forma como um "dente arrancado". ****** esperava que o fogo iria cair na baía, mas o perdeu de vista quando desceu mais longe ao sul pela Estrada da Duna. Tinha uma trilha de fumaça seguindo a bola de fogo quando ele descia.— Declaração extraída pelo agente James J. Rother.

## Medidas preventivas
Após o acidente a FAA (Federal Aviation Administration), que regulamenta o projeto de aeronaves, atualizou seus requisitos de prevenção de ignição dos tanques de combustíveis e exposição à flamabilidade, de tal forma que a concentração de oxigênio nos tanques de combustíveis não ultrapasse 12%. Aeronaves novas possuem um sistema de geração de gás inerte rico em N2, chamado OBIGGS (On-Board Gas Generating System), que é bombeado para os tanques de combustível.